# 薩拉斯瓦蒂婆羅門
薩拉斯瓦蒂婆羅門，是婆羅門種姓中一個亞種姓。

## 歴史
他們宣稱自己來自一個婆羅門薩拉斯瓦蒂牟尼，但一般相信他們是印度河－薩拉斯瓦蒂河文明原住民，已有6000年歴史、他們今天分布於哈里亞納邦、喜馬偕爾邦、旁遮普邦、拉賈斯坦邦。